# Kap Kiti
Kap Kiti (griechisch Ακρωτήριο Κίτι Akrotirio Kiti) ist ein Kap im Südosten der Insel Zypern. Es liegt innerhalb des Bezirks Larnaka der Republik Zypern, etwa 12 km südwestlich von Larnaka. Das Kap hat seinen Namen von der nahe gelegenen Ortschaft Kiti. 

## Geographie
Das Kap Kiti befindet sich im Westen der Bucht von Larnaka in der Nähe des Ortes Pervolia und bildet den westlichsten Punkt der Bucht. Die Umgebung ist wie das Kap selbst nur von geringer Höhe und das Kap fällt flach zur Küste hin ab. Unter der Wasseroberfläche erstreckt sich das Gelände bei einer Wassertiefe von weniger als 9 Metern noch rund 1,6 km nach Süden und etwa 1,2 km nach Osten. Auf dem Kap befindet sich der Leuchtturm Kap Kiti, der eine Reichweite von 24 km besitzt. Zirka fünf Kilometer nordöstlich liegen der Salzsee von Larnaka und der internationale Flughafen Larnaka.

## Geschichte
Im Hinterland liegt zwei Kilometer nördlich der Turm von Rigena, der in venezianischer Zeit erbaut wurde und als Wachturm genutzt wurde. Im Verbund mit dem Turm von Xylofagou konnte so vom Kap Pyla und vom Kap Kiti die Bucht von Larnaka überwacht werden.
In der späten Bronzezeit war der nahegelegene Salzsee von Larnaka wahrscheinlich schiffbar. In den 1970er-Jahren wurden vor der Küste des Kaps, wo sich der Eingang zum See und den Hafenanlagen wahrscheinlich befand, Unterwassergrabungen durchgeführt. Dabei wurden Funde aus hellenistischer, römischer und byzantinischer Zeit gemacht. Am Kap Kiti selbst konnte ein möglicher bronzezeitlicher Ankerplatz mit mehreren spätbronzezeitlichen Ankern und Hinweisen auf ein Schiffswrack nachgewiesen werden.